# Tuvalu Media
Tuvalu Media is een Nederlands bedrijf dat televisieprogramma’s, formats en bedrijfsfilms ontwikkelt, verkoopt en produceert. Het bedrijf is in 2006 opgericht en sinds 2013 gevestigd in Amsterdam.
Tuvalu Media maakt deel uit van de Tuvalu Media Group waarbinnen ook Tuvalu Media België, Waterland Film en Column Film vallen.
In december 2013 kocht Tuvalu Media haar grootaandeelhouder Sony Pictures Television uit met behulp van investeringsfonds Karmijn Kapitaal. Het management verkreeg daarmee (weer) de meerderheid van de onderneming in handen.

## Programma's
Een selectie van programma's die worden of werden geproduceerd door Tuvalu Media:
- Ali B op volle toeren
- Babyboom
- Brugklas
- Dames van Oranje
- De 100: het huwelijk
- De Koningin & Ik
- Freeks wilde wereld
- Green Dream District
- Groeten van MAX
- Het Ei van Columbus
- Maestro
- Move Like Michael Jackson
- On Air
- Rot op naar je eigen land
- Spotlight
- Te leuk om waar te zijn
- The Sing-Off
- Triana
- Twinzz
- Van Hollandse Bodem
- Wat nu?!
- Willem Wever

## Prijzen
In oktober 2015 is het bedrijf twee keer genomineerd voor De Gouden Stuiver tijdens het Gouden Televizier-Ring Gala: met Brugklas en Freeks wilde wereld. Freeks wilde wereld won De Gouden Stuiver. In januari 2015 werd het YouTube-kanaal PaardenpraatTV genomineerd voor de TV-Beelden. In 2013 was Ali B op volle toeren een van de genomineerden van het Gouden Televizier Ring Gala. Het format Cover My Song won in Duitsland Der Deutsche Fernsehpreis 2012.